# Hinden
För halvön i Vänern, se Hindens rev.
Hinden är en berättelse av Carl Jonas Love Almqvist. Den utgör band III av den så kallade duodesupplagan av Törnrosens bok, vilket utkom 1833. På titelbladet anges att det är en ”Romaunt i Tolf Böcker”, och berättelsen kan klassificeras som en roman (medan “Böcker“ närmast motsvarar kapitel). Tillsammans med den tidigare Jagtslottet och den senare Baron Julius K* bildar Hinden den så kallade “slottskrönikan”, som handlar om de människor som vistas på Herr Hugos jaktslott, en handling som annars fungerar som ram till andra berättelser i Törnrosens bok. 